# Рокланд (Мејн)
Рокланд (енгл. Rockland) град је у америчкој савезној држави Мејн.

## Демографија
По попису из 2010. године број становника је 7.297, што је 312 (-4,1%) становника мање него 2000. године.
| Група             | 2000.         | 2010.         |
| Белци             | 7.418 (97,5%) | 6.928 (94,9%) |
| Афроамериканци    | 19 (0,2%)     | 45 (0,6%)     |
| Азијати           | 43 (0,6%)     | 50 (0,7%)     |
| Хиспаноамериканци | 43 (0,6%)     | 97 (1,3%)     |
| Укупно            | 7.609         | 7.297         |